# Puentedeva
Puentedeva (Pontedeva oficialmente y en gallego) es un municipio español de la provincia de Orense, en la comunidad autónoma de Galicia. El término municipal, perteneciente a la comarca de Tierra de Celanova, cuenta con una población de 458 habitantes (INE 2024).

## Historia
El municipio aparece descrito en el decimotercer volumen del Diccionario geográfico-estadístico-histórico de España y sus posesiones de Ultramar de Pascual Madoz con las siguientes palabras:

PUENTEDEVA: ayunt. en la prov. y dióc. de Orense (5 leg.), part. jud. de Celanova (2 1/2), aud. terr. y c. g. de la Coruña (28). sit. en un valle é inmediaciones del r. Deva; reinan todos los vientos; el clima es templado y saludable. Se compone de las felig. de San Verísimo de Puentedeva, y San Pelagio de Trado; el ayunt. se reune en el l. de Puente, parr. de San Verísimo. Confina el térm. municipal por N. con el de Cortegada; al E. con los de Gomesenda y Merca; por S. con el de Quintela de Leirado, y al O. con el de Padrenda. El terreno participa de monte y llano, y es de buena calidad; le fertiliza el r. Deva, que es de corto caudal, y tiene un puente de piedra junto á la parr. de San Verísimo. Los caminos son locales y malos; el correo se recibe de la cap. del part. prod.: maiz, centeno, patatas, vino, castañas y yerbas de pasto; hay ganado vacuno, de cerda, lanar y cabrío; caza y pesca de varias clases. ind.: la agrícola y molinos harineros. pobl. y contr. (V. el cuadro sinóptico del part. jud.)
(Madoz, 1849, p. 272)

## Geografía humana

### Demografía
Cuenta con una población de 458 habitantes (INE 2024).
| Gráfica de evolución demográfica de Pontedeva entre 1842 y 2021 |
| |
| Población de derecho según los censos de población del INE Población de hecho según los censos de población del INEEn estos censos se denominaba Puentedeva: 1842, 1857, 1860, 1877, 1887, 1897, 1900, 1910, 1920, 1930, 1940, 1950, 1960 y 1970 |

### Organización territorial
El municipio está formado por treinta y dos entidades de población distribuidas en dos parroquias:
- Puentedeva[7]
- Trado (San Pelagio)[9]

## Deportes
Atlético de Pontedeva C.F.